# Eutelsat 117 West B
Eutelsat 117 West B — геостационарный спутник связи, принадлежащий французскому спутниковому оператору, компании Eutelsat. Предназначен для предоставления телекоммуникационных услуг для Центральной и Южной Америки.
Спутник не использует двигателей с химическим топливом, все орбитальные манёвры и корректировки будут осуществлять с помощью электрической (ионной) двигательной установки.
Располагается на орбитальной позиции 116,8° западной долготы в соседстве со спутником Eutelsat 117 West A.
Запущен 15 июня 2016 года ракетой-носителем Falcon 9 вместе со спутником ABS-2A.
16 декабря 2016 года, спустя 7 месяцев после запуска, спутник достиг точки стояния и был введён в эксплуатацию, начав предоставлять коммерческие услуги.

## Аппарат
Построен на базе новейшей космической платформы Boeing 702SP американской компанией Boeing. Электроснабжение обеспечивают два крыла солнечных батарей и аккумуляторные батареи. Платформа использует полностью электрическую двигательную установку XIPS (Xenon Ion Propulsion System), рабочим телом для которой служит ксенон. Все орбитальные корректировки осуществляется с помощью этой установки, без использования химического ракетного топлива. Малый расход топлива двигательной установкой позволяет значительно снизить стартовый вес спутника, но низкие показатели тяги двигателей существенно увеличивают время выхода на рабочую орбиту. Специальная конструкция космической платформы позволяет запускать два спутника одновременно (один на другом) без дополнительных крепёжных элементов. Ожидаемый срок службы спутника — 15 лет.

### Транспондеры
На спутник установлены 48 активных транспондеров Ku-диапазона, переключаемые между четырьмя лучами.

### Покрытие
Спутник Eutelsat 117 West B будет обеспечивать широкий спектр телекоммуникационных услуг (непосредственное спутниковое вещание, обмен данными, государственные услуги) потребителям стран Центральной и Южной Америки.

### WAAS
На спутник установлено оборудование Wide-Area Augmentation System (WAAS) для Федерального управления гражданской авиации США (FAA), которое поможет повысить безопасность полётов.

## Запуск
Запуск ракеты-носителя Falcon 9 состоялся 15 июня 2016 года в 14:29 UTC со стартового комплекса SLC-40 на мысе Канаверал. Спустя 30 минут после запуска, спутник Eutelsat 117 West B был выведен на суперсинхронную геопереходную орбиту с параметрами 395 × 62 591 км, наклонение 24,68°.

Посадка первой ступени ракеты-носителя на плавающую платформу «Of Course I Still Love You», расположенную в 680 км от места запуска, завершилась неудачей. Согласно первоначальному заявлению, тяга одного из трёх двигателей, используемых при посадке, была ниже ожидаемой, что не позволило ступени вовремя погасить скорость. В дальнейшем было сообщено, что перед самым касанием платформы ступень исчерпала запас жидкого кислорода, что повлекло раннее выключение центрального двигателя и жёсткое приземление с последующим разрушением ступени.

## Фотогалерея

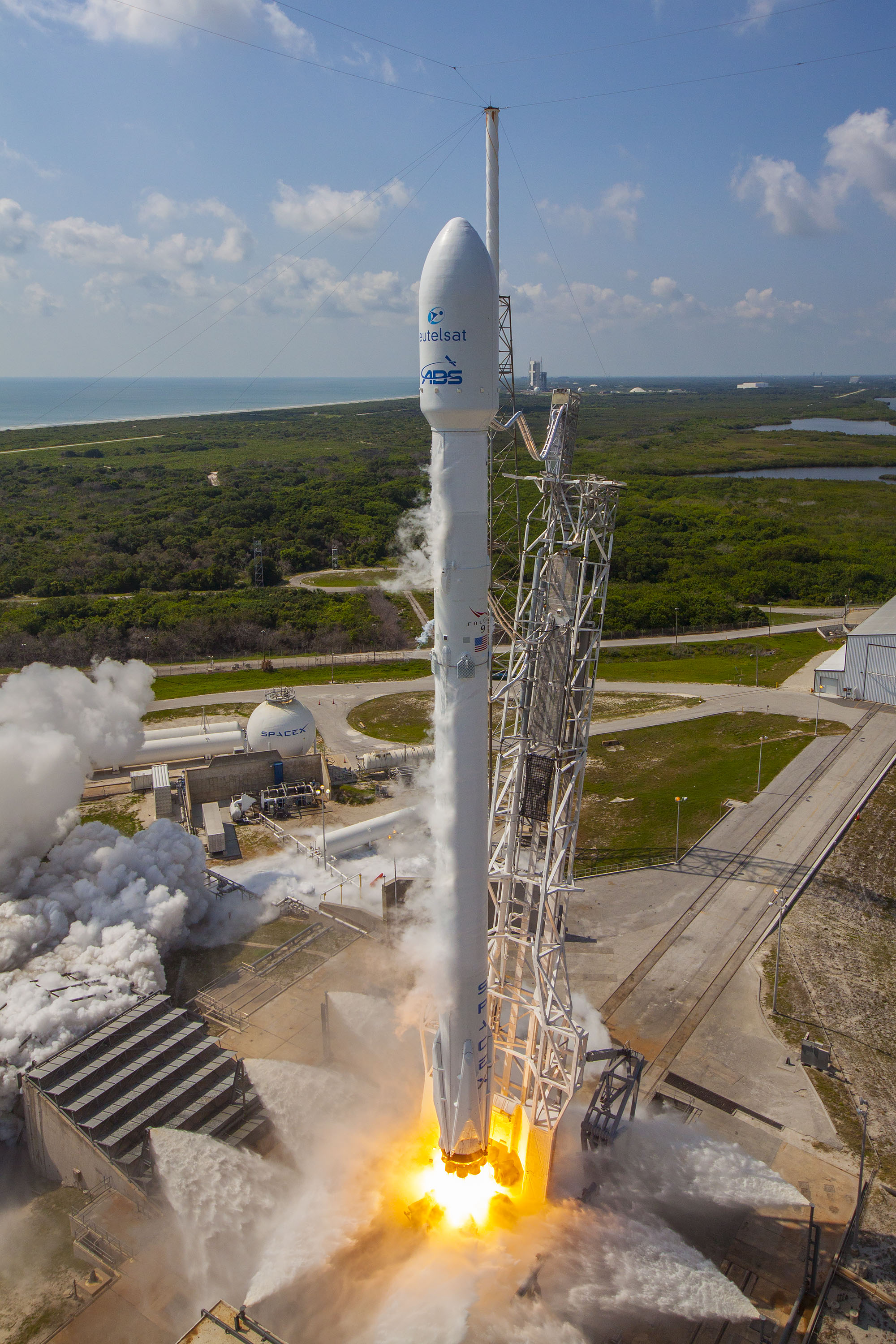
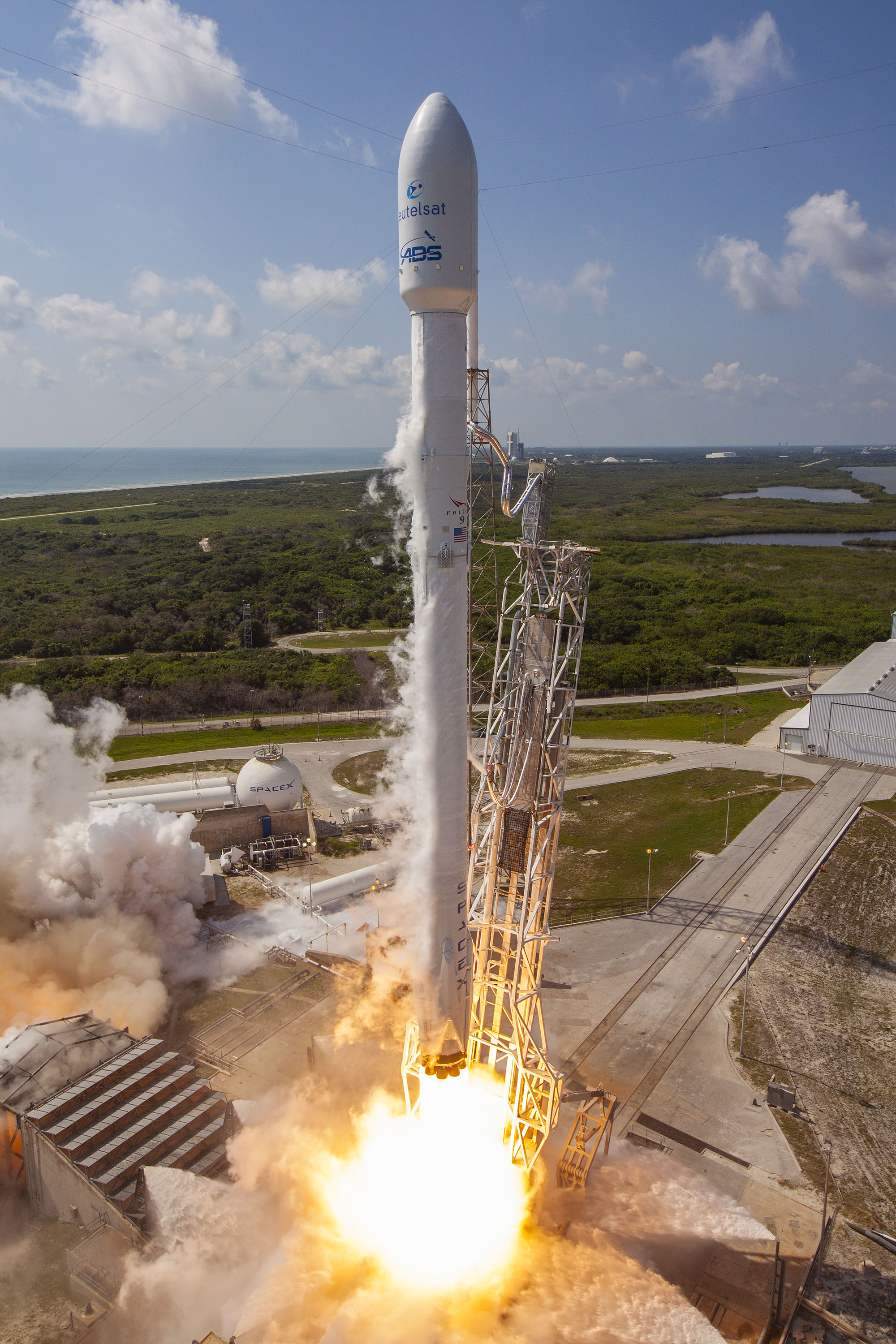
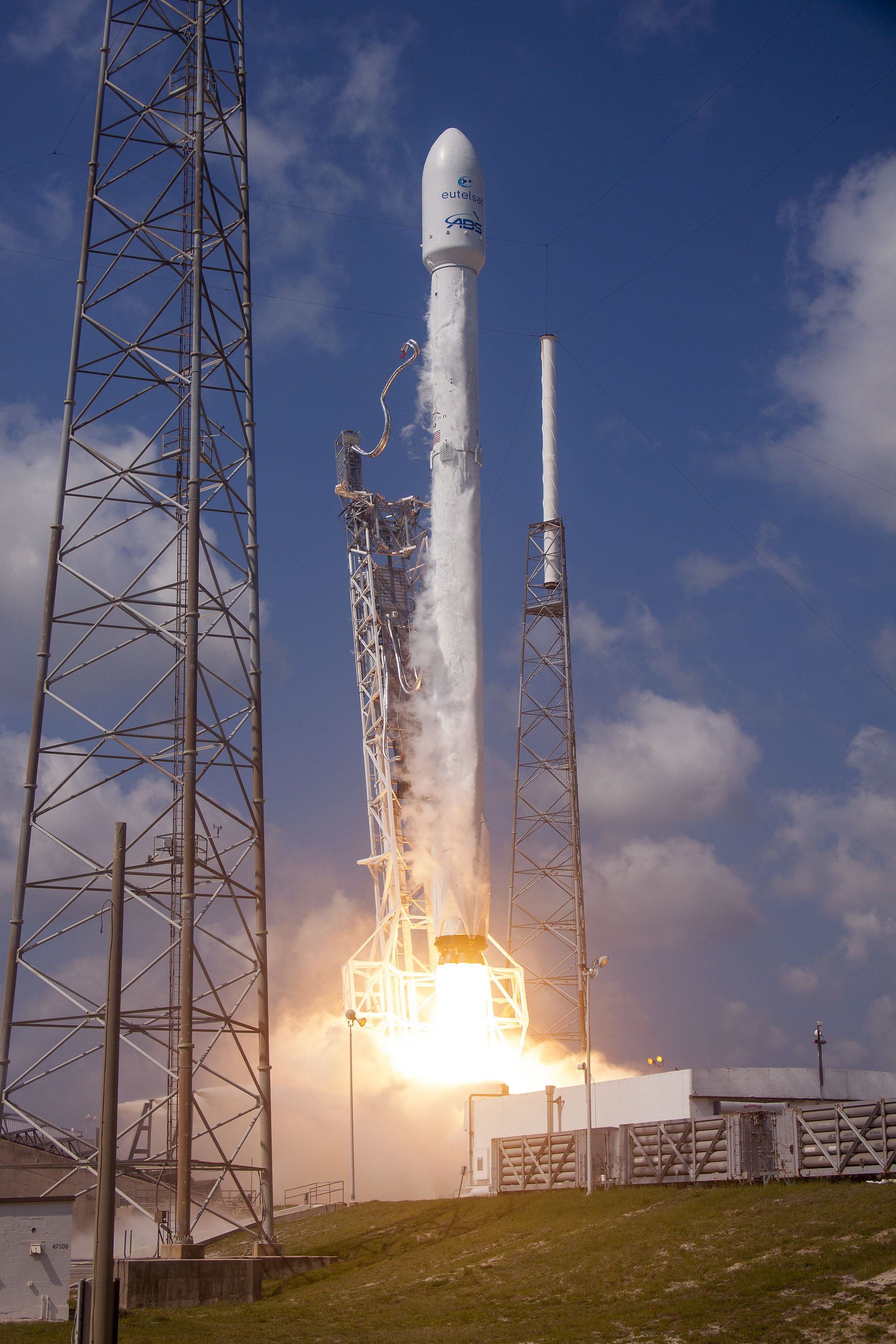
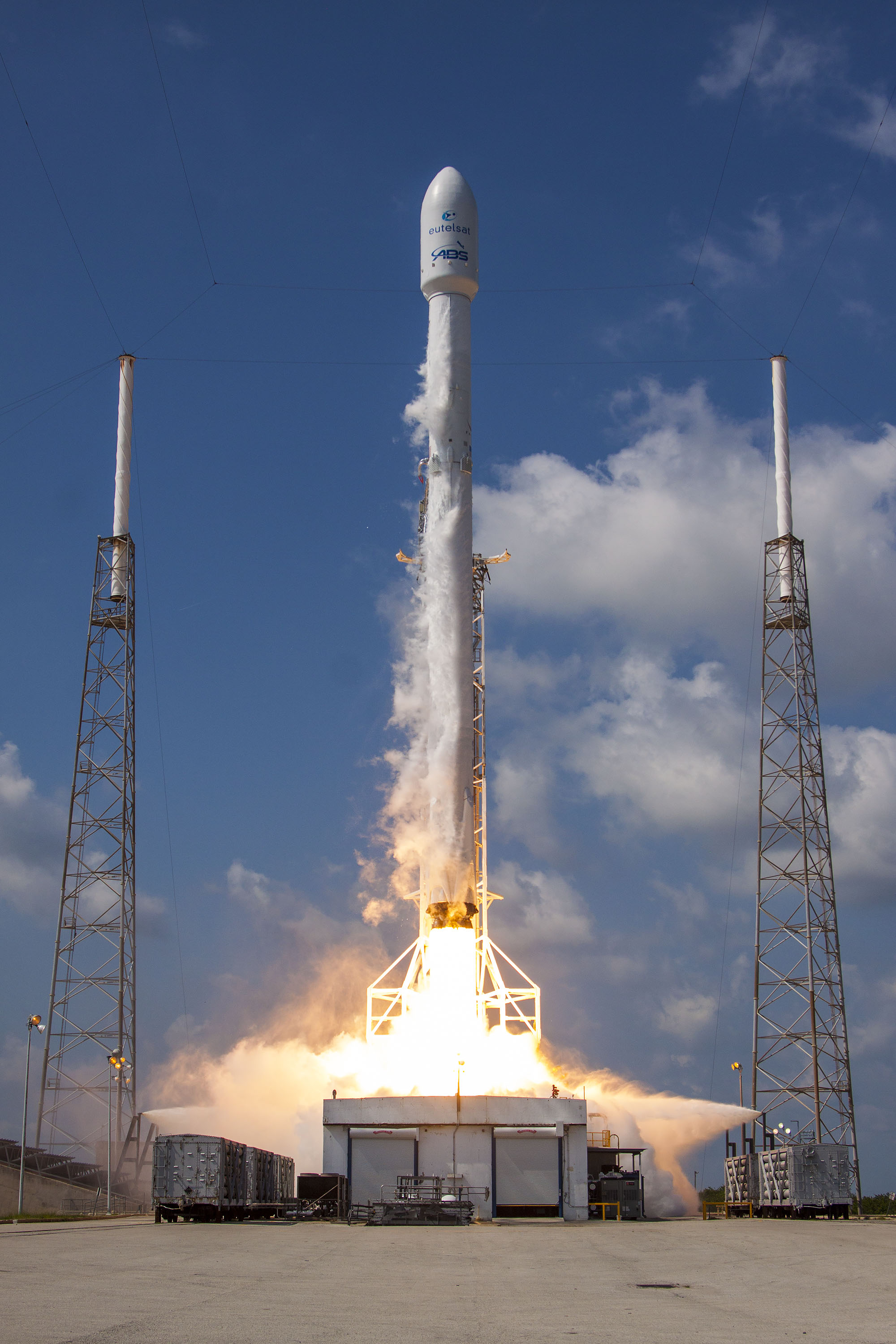
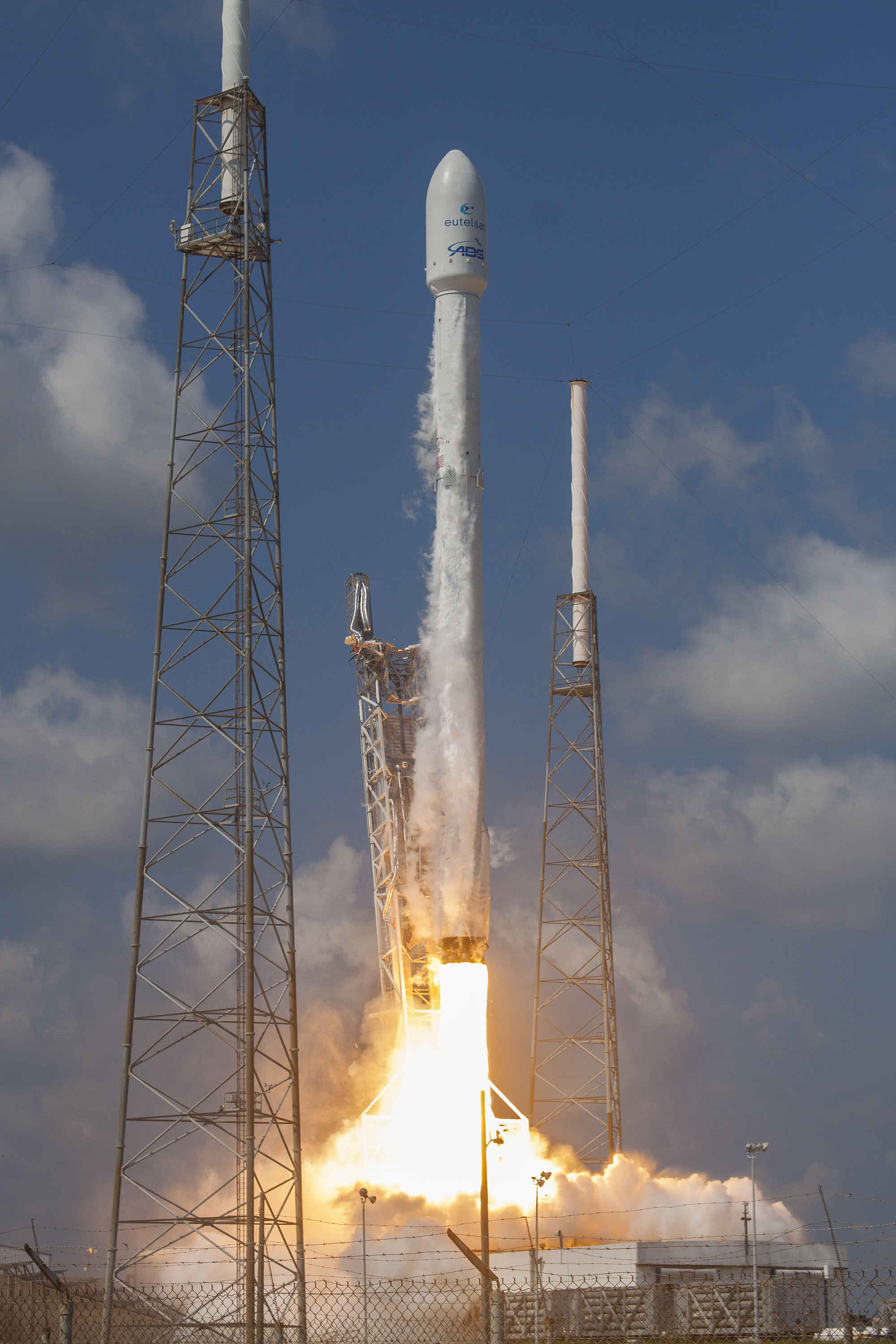
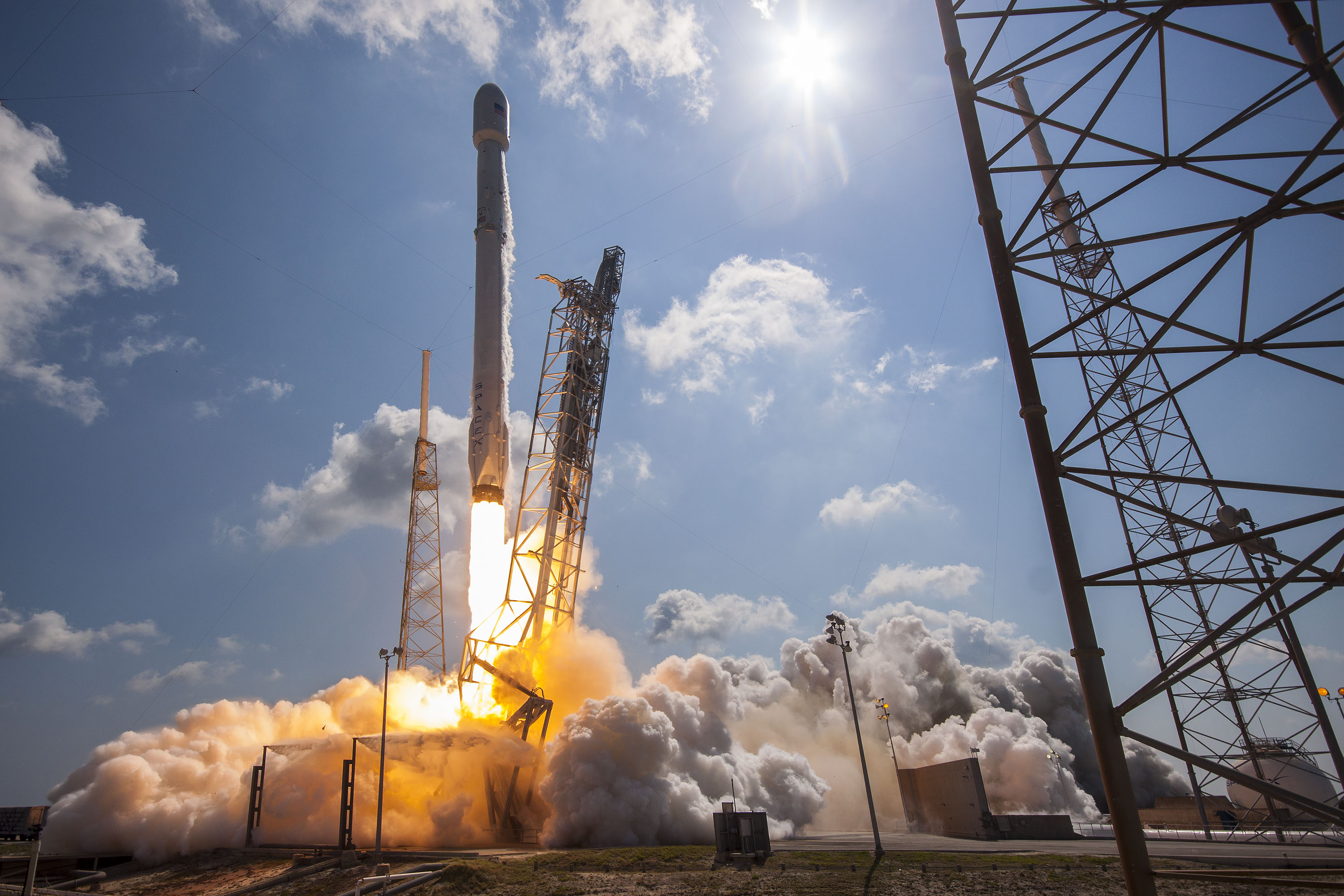
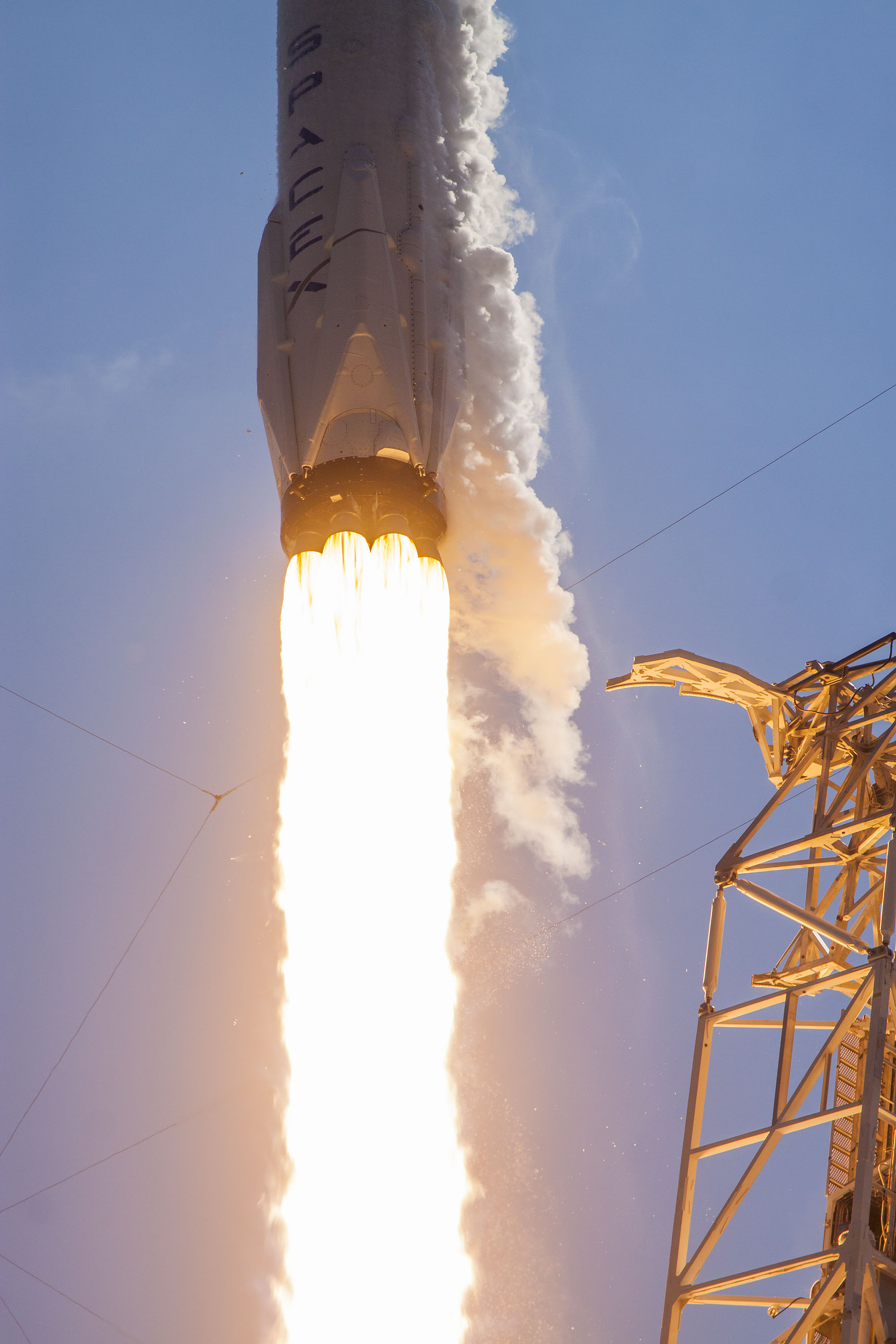
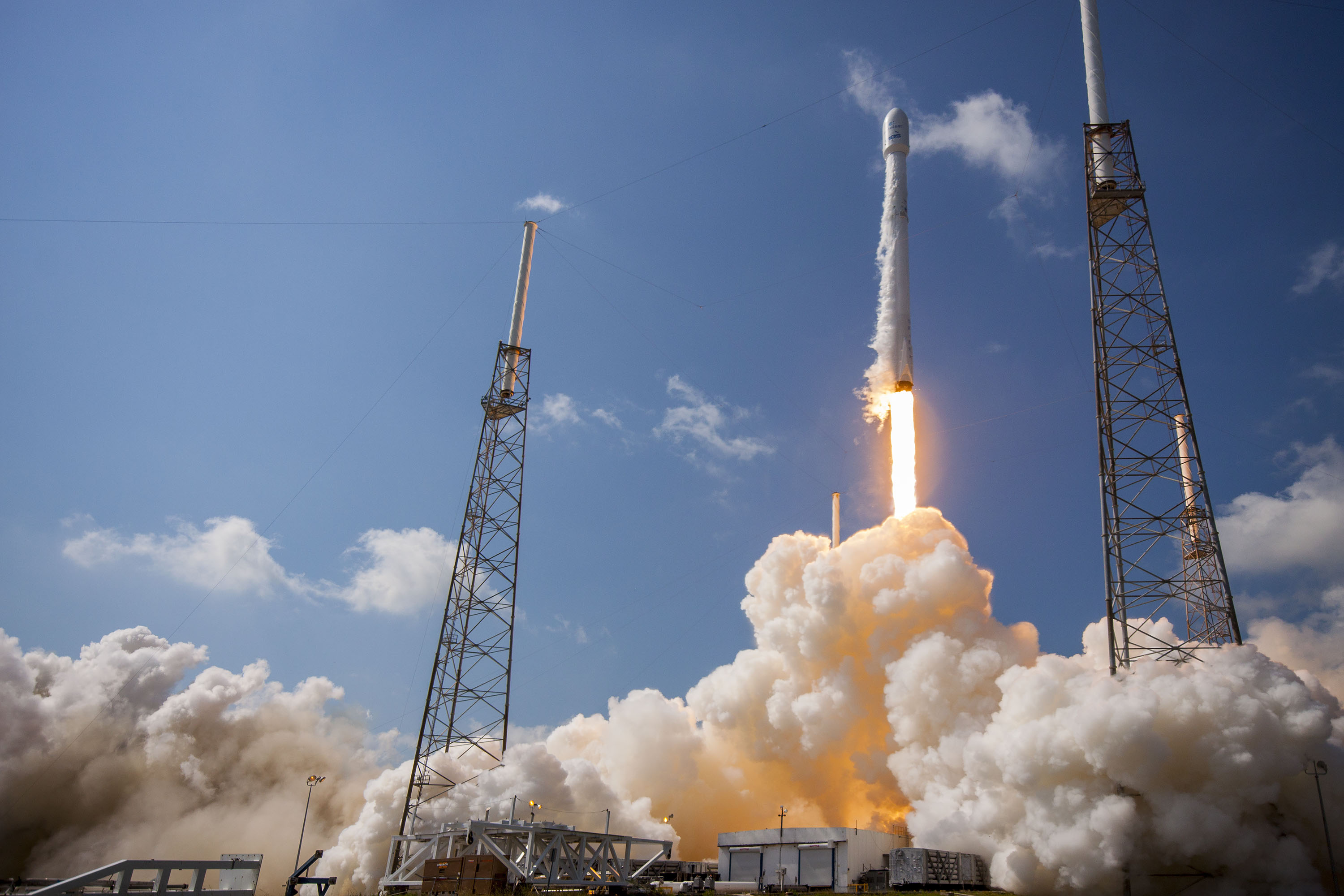
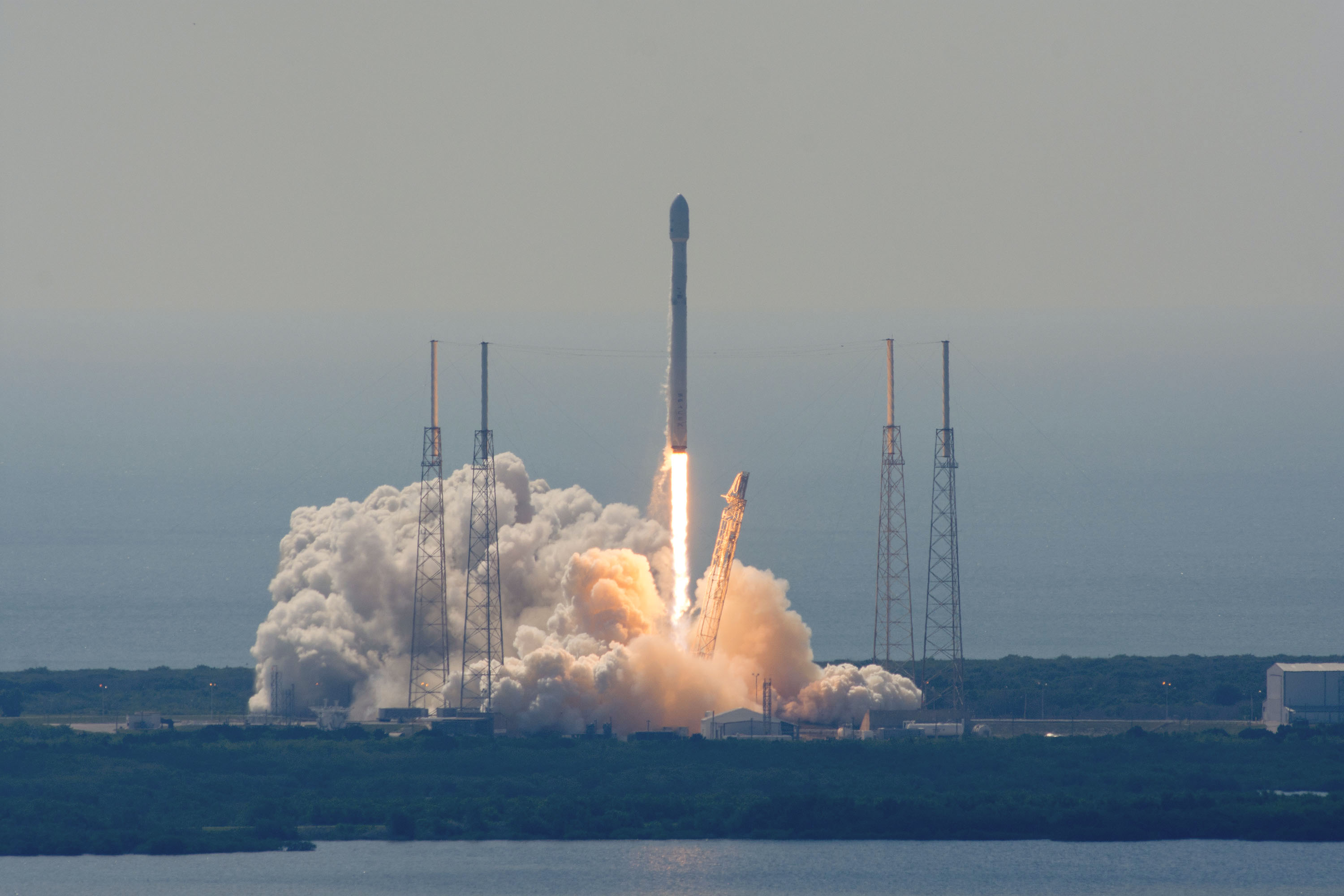
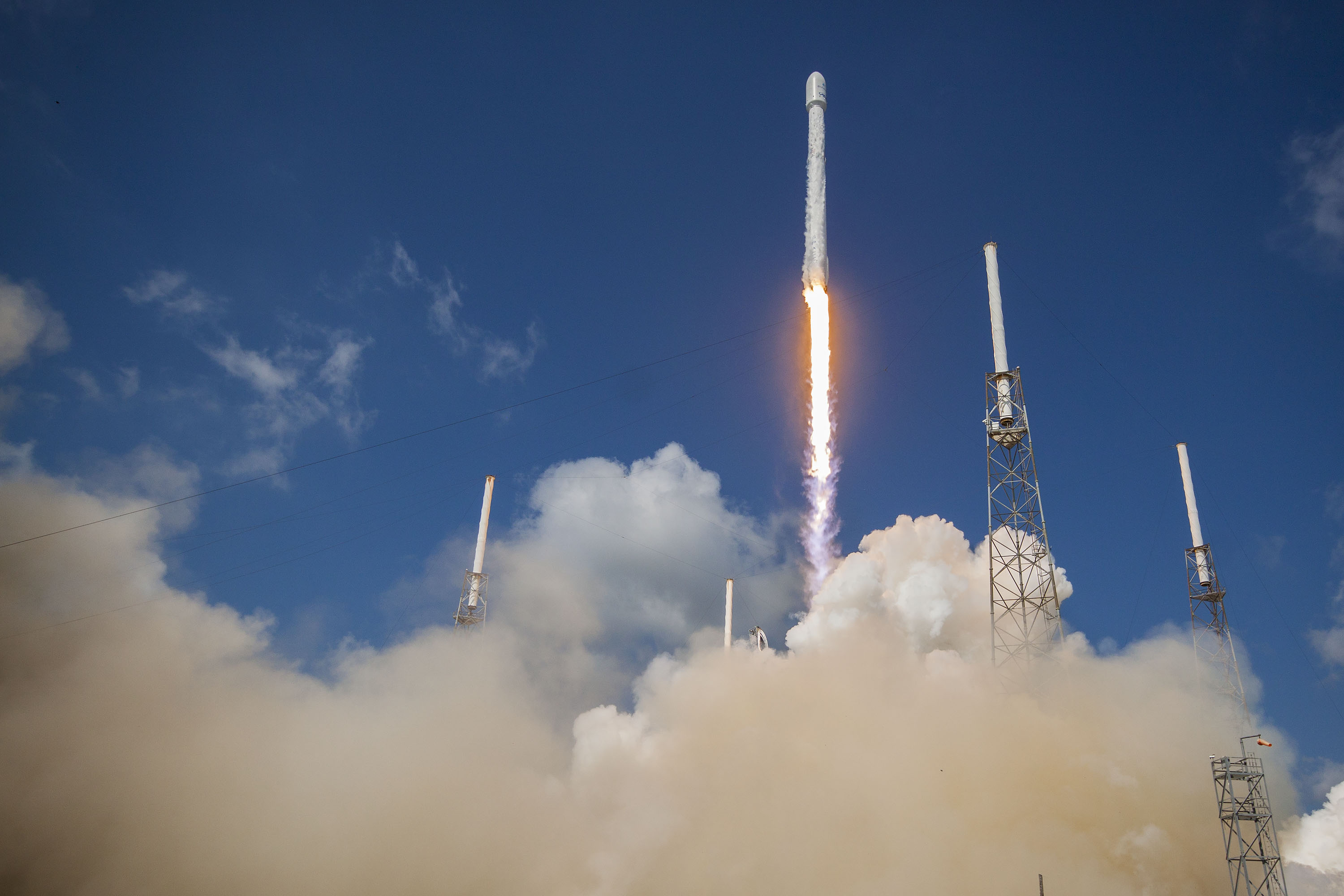
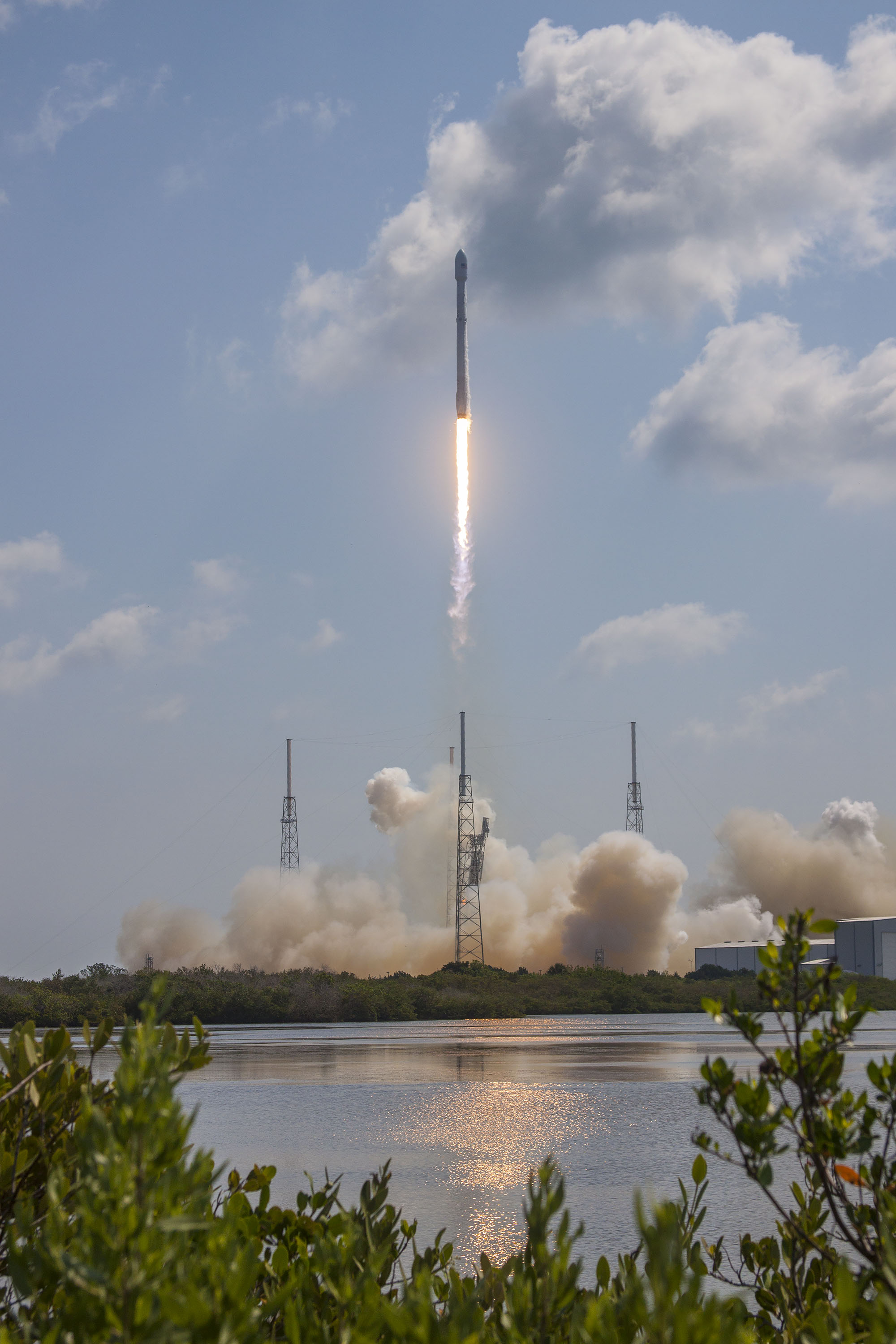